# Gaizka Urresti
Gaizka Urresti (Bilbao, 1967) és un guionista, director i productor de cinema espanyol. Llicenciat en Ciències de la Informació per la Universitat del País Basc, és també professor tant de televisió com de cinema. Ha dirigit entre altres realitzacions, el documental Un Dios que ya no ampara, que va ser finalista dels premis Goya 2011 i va resultar premiat en el Festival de Cinema de Fuentes de Ebro, el Festival de Cinema Documental de Jaén i la Setmana de Cinema Espanyol de Carabanchel.
 El curtmetratge Abstenerse agencias va ser guanyador del Goya al millor curtmetratge de ficció de 2013.

## Filmografia

### Curtmetratges
Com a guionista:
- Chevrolet
- El último guion. Buñuel en la memoria
- Raíz

Com a director, guionista i productor:
- Malicia en el País de las Maravillas (2004)
- Raíz (2003)
- El corazón de la memoria (2001)
- Un Dios que ya no ampara (2010)
- Abstenerse agencias (2011)
- El último guion. Buñuel en la memoria (2008)
- Por qué escribo (2013)
- El trastero (2016)

Com a productor (Amb la seva productora IMVAL):
- Chevrolet (1997)
- El regalo de Silvia (2003)
- Antonia (2004)
- Vida y color (2005)
- A un metro de ti (2008)
- El último guion. Buñuel en la memoria (2008)
- La mirada invisible (2010)

### Llargmetratges
Com a director, guionista, productor i muntador:
- Bendita calamidad (2015)[6]

## Televisió
Va coordinar les corresponsalies informatives de la comunitat de Madrid per a Telemadrid de 1990 fins a 1995. En els últims anys ha realitzat en Saragossa, la producció executiva dels programes d'Aragón TV:
- Aragón en Abierto (2006-...)[7]
- Borradores (2006-2012)
- Palabras Cruzadas (2006-2008)

## Nominacions i premis Goya
Gaizka Urresti s'ha emportat el premi al millor curt de ficció per obra de Abstenerse agencias. Competia amb altres tres films : De noche y de pronto de noche y de pronto d'Arantxa Echevarria Cercedo, El paraguas de colores d'Eduardo Cardoso, i Pipas de Manuela Moreno.
És la segona vegada que un dels treballadors d'aquest cineasta opta als Goya, després que el cur un Dios que ya no ampara va ser finalista dels premis, el 2011.
Abstenerse agencias és una espècie de conte de Nadal que narra la història d'una parella, Laura i Guilli, que visita el pis d'una anciana que sembla més interessada a conèixer les seves vides que a vendre-li la seva pròpia casa.
Al llarg de quinze minuts, la història es deté en la solitud de l'anciana, en el compromís de la parella i en les emocions de les relacions familiars, de la mà dels personatges familiars. Protagonitzat per Asunción Balaguer, Andrés Gertrudix i Carmen Barrantes.

## Espectacle
Va dirigir des de 2004 fins a 2007, el festival de cinema francès Cinefrancia.
Responsable de la clausura de la Tribuna de l'Aigua de la Expo Zaragoza 2008.

## Docència
A més de diversos tallers en tot Espanya, imparteix classes des de 2003 al CPA Salduie a Saragossa.